# Sternarchogiton preto
Sternarchogiton preto är en fiskart som beskrevs av De Santana och Crampton 2007. Sternarchogiton preto ingår i släktet Sternarchogiton och familjen Apteronotidae. Inga underarter finns listade i Catalogue of Life.
Sternarchogiton preto är en art av svagt elektriska knivfiskar. Den är infödd i stora flodkanaler och stora sidogrenar till Amazonasbassängen och är vanlig i Rio Tefé och Rio Solimões till ett djup av 14 meter. Den finns i både strömmande och forsande vatten. Artnamnet preto kommer från det portugisiska ordet för "svart", som syftar på dess färg.
Som dess vetenskapliga namn antyder, skiljer sig Sternarchogiton preto från alla andra Sternarchogitonarter genom sin helt mörkbruna till lila svarta färg. Fenorna har genomskinliga strålar och mörkbruna hinnor. Kroppen är komprimerad i sidled och knivformad, med en nästan rak ryggprofil. Huvudet är lateralt komprimerat med en konvex ryggprofil och små ögon som är täckta av ett membran. Till skillnad från andra Sternarchogitonarter har den långa, koniska tänder i den främre delen av överkäken; det finns en tandrad på underkäkens tandben. Både övre och nedre svalgtandplattor finns, med 6 respektive 4-5 tänder.
Som i andra apteronotider, genererar Sternarchogiton preto ett kontinuerligt, svagt elektriskt fält för elektrolokalisering och kommunikation. Den elektriska urladdningen har en fundamental frekvens på 1266–1922 Hz.